# Вильгельм, Луи
Луи Эжен Эдмон Вильгельм (фр. Louis Eugène Edmond Wilhelme; 9 июня 1900, Нант, метрополия Франции — 20 сентября 1966, Орлеан) — французский легкоатлет, выступавший в прыжках в длину, тройном прыжке и беге на короткие дистанции. Участник летних Олимпийских игр 1924 года.

## Биография
Луи Вильгельм родился 9 июня 1900 года во французском городе Нант.
Выступал в легкоатлетических соревнованиях за «Нант» (1921—1922) и парижский ЮАИ (с 1923 года). Четырежды становился чемпионом Франции: три раза в прыжках в длину (1922—1924), один — в тройном прыжке (1922). Дважды обновлял рекорд страны в прыжках в длину — 7,08 метра в 1923 году и 7,12 метра в 1924 году.
В 1924 году вошёл в состав сборной Франции на летних Олимпийских играх в Париже. В прыжках в длину занял 5-е место, показав результат 7,070 метра и уступив 37,5 сантиметра завоевавшему золото Хаббарду Дехарту из США. В тройном прыжке занял 17-е место в квалификации, показав результат 12,660 метра и уступив 1,69 метра попавшему в финал с 6-го места Микио Оде из Японии.
Умер 20 сентября 1966 года во французском городе Орлеан.

## Личные рекорды
- Прыжки в длину — 7,12 (1924)[2]
- Тройной прыжок — 13,65 (1922)[2]